# Lygiohypotyphla nigripennis
Lygiohypotyphla nigripennis är en tvåvingeart som först beskrevs av Friedrich Georg Hendel 1934.  Lygiohypotyphla nigripennis ingår i släktet Lygiohypotyphla och familjen Pyrgotidae. Inga underarter finns listade i Catalogue of Life.